# فوکروده
فوکروده (به آلمانی: Vockerode) یک منطقهٔ مسکونی در آلمان است که در ارانینباوم-وورلیتس واقع شده‌است. فوکروده ۱٬۵۸۱ نفر جمعیت دارد.